# Sixten Amundson

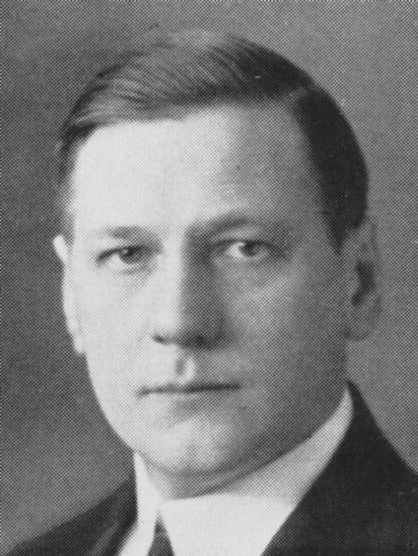
Sixten Amundson.

Sixten Ruben Amundson, född 31 mars 1886 i Stockholm, död 22 april 1939 var en svensk arkitekt och ingenjör. Han var yngre bor till arkitekten Erik Amundson.

## Biografi
Sixten Amundson var son till skomakarmästaren August Amundson och Kristina Charlotta Amundson. Efter studier vid Södra latin och Tekniska skolan praktiserade han i USA åren 1906 till 1913. Mellan åren 1915 och 1922 var han chefsassistent vid AB Industribyråns tekniska avdelning. Därefter startade han egen verksamhet med firman Sixten Amundson Ingenjörs- & Arkitektbyrå som han tidvis drev tillsammans med sin bror Erik. Ett av byråns större projekt var Automobilpalatset som ritades 1926 och 1929 för Philipsons Automobil AB.
Sixten Amundson fann sin sista vila på Sandsborgskyrkogården där han gravsattes den 3 maj 1939 i Amundsons familjegrav.